# Tropinone
La tropinone est un alcaloïde, synthétisé magistralement en 1917 par Robert Robinson comme précurseur synthétique de l'atropine. Fait rare, il publia un article pendant la Première Guerre mondiale,. La tropinone comme la cocaïne et l'atropine montrent toutes la même structure de base tropanique.

## Synthèse
La première synthèse de la tropinone a été faite par Richard Willstätter en 1901. Il démarre avec un composé relativement homologue, la cycloheptanone mais sa voie de synthèse requiert beaucoup d'étapes et finalement, il a un rendement général de seulement 0,75 %. R. Willstätter avait auparavant synthétisé la cocaïne depuis la tropinone, ce qui était la première synthèse et l'élucidation de la structure de la cocaïne.
La synthèse de 1917 de R. Robinson est considérée comme une synthèse totale légendaire à cause de sa simplicité et de son approche biosynthétique. La tropinone est une molécule bicyclique mais les réactifs utilisés pour sa préparation sont relativement simples : succinaldéhyde, méthylamine et acide acétonedicarboxylique (ou même acétone). Cette synthèse est un bon exemple de réaction biomimétique (bionique) ou de "synthèse de type biogénétique" parce que la biosynthèse fait usage des mêmes blocs de synthèse. C'est aussi une réaction en tandem (en) dans une synthèse one-pot. De plus, le rendement de cette synthèse était de 17 % et avec les améliorations successives, de 90 %.

### Mécanisme de la réaction
Les caractéristiques principales des réactions dans l'ordre sont :
1. Addition nucléophile d'une amine secondaire sur un aldéhyde suivie de la perte d'eau qui crée une imine, équivalente à une amination réductrice ;
2. Addition nucléophile intramoléculaire de l'imine sur l'autre aldéhyde et fermeture d'un premier cycle ;
3. Réaction de Mannich intermoléculaire avec l'énol de l'acide acétonedicarboxylique ;
4. Nouvelle formation d'énol puis d'une imine par perte d'eau ;
5. Seconde réaction de Mannich intramoléculaire et fermeture du second cycle ;
6. Retrait des deux groupes acide carboxylique qui donne la tropinone.